# Lambertsson Sverige
Lambertsson Sverige AB är ett maskinuthyrningsföretag med inriktning mot byggnadsindustrin. Företaget finns etablerat i Sverige och med huvudkontoret i Ängelholm.
Företaget bildades 1976 då uthyrningsföretaget Kullenberg Maskin köpte E. Lambertsson AB i Malmö och tog namnet Lambertsson. 1993 förvärvades företaget av PEAB och har sedan dess ingått i Peabkoncernen. 1999 slog man ihop el och bygg under namnet Lambertsson Sverige AB.